# Jan Willem Rens
Jan Willem (także Walter) Rens – holenderski kierowca wyścigowy.
Pochodził z Amsterdamu. 2 maja 1935 roku nabył od lokalnej agencji Bugatti Albatros (należącej do Hendricusa van Ramshorsta) Bugatti T43 z 1929 roku. Rens nie zapłacił jednak agencji za zakup i przygotowanie samochodu i po około trzech latach z długiem wobec Albatros zwrócił samochód.
W 1936 roku został zgłoszony do Eifelrennen, ale nie wystartował w wyścigu. Wziął za to udział Bugatti T51 w Grand Prix Niemiec, ale odpadł po siedmiu okrążeniach na skutek uszkodzonego przewodu olejowego.

## Wyniki w Mistrzostwach Europy
| Sezon | Zespół | Samochód    | Silnik         | Wyniki w poszczególnych eliminacjach | Wyniki w poszczególnych eliminacjach | Wyniki w poszczególnych eliminacjach | Wyniki w poszczególnych eliminacjach | Pkt. | Msc. |
| ----- | ------ | ----------- | -------------- | ------------------------------------ | ------------------------------------ | ------------------------------------ | ------------------------------------ | ---- | ---- |
| 1936  |        |             |                | Monako                               | III Rzesza                           | Szwajcaria                           |                                      | 30   | 26   |
| 1936  | W Rens | Bugatti T51 | Bugatti 2.3 R8 | -                                    | NU                                   | -                                    | -                                    | 30   | 26   |